# Edmond Luguet
Mathurin „Edmond“ Luguet (* 26. März 1886 in Ambarès-et-Lagrave; † 18. Dezember 1974 in Bordeaux) war ein französischer Radrennfahrer.
Edmond Luguet an den Olympischen Zwischenspielen 1906 in Athen teil. Er startete in vier Disziplinen auf Bahn und Straße. Im Straßenrennen errang er die Bronzemedaille mit einem Rückstand von zwei Zehnteln auf den Zweiten, seinen Landsmann Maurice Bardonneau. Das Rennen wurde Marathon-Radrennen genannt, da es über die traditionelle Route von Athen nach Marathon sowie über dieselbe Strecke zurück führte. Der eigentliche Marathonlauf fand am selben Tag statt. In den drei Bahndisziplinen konnte er keine Medaille gewinnen.